# دیک بین
دیک بین (هلندی: Dick Been؛ ۲۸ دسامبر ۱۹۱۴ – ۲۰ مهٔ ۱۹۷۸) یک بازیکن فوتبال اهل هلند بود.

## تیم ملی
وی همچنین در تیم ملی فوتبال هلند بازی کرده است.